# Thaumastoderma arcassonense
Thaumastoderma arcassonense is een buikharige uit de familie Thaumastodermatidae. Het dier komt uit het geslacht Thaumastoderma. Thaumastoderma arcassonense werd in 1965 voor het eerst wetenschappelijk beschreven door d'Hondt. 